# Jonathan Elmer
Jonathan Elmer (* 29. November 1745 in Cedarville, Province of New Jersey; † 3. September 1817 in Bridgeton, New Jersey) war ein US-amerikanischer Politiker.

## Leben

### Frühes Leben
Jonathan Elmer wurde als ältester Sohn von Theophilus Elmer, eines Geistlichen und Pastors der Presbyterianergemeinde von Fairfield, in Cumberland County (New Jersey) geboren. Sein jüngerer Bruder Ebenezer Elmer wurde später ebenfalls Politiker und saß von 1801 bis 1806 als Abgeordneter für New Jersey im Bundeskongress in Washington, D.C.
Nach dem Tod des Vaters im Jahr 1761 schrieb sich Jonathan Elmer an der neu gegründeten University of Pennsylvania ein, an der er Medizin und Philosophie studierte. Im Jahr 1771 war er einer der ersten zehn Studenten, die an dieser Fakultät die Graduierungsurkunde erhielten. Er begann darauf in Bridgeton (New Jersey) als Arzt zu praktizieren.

### Werdegang
Schon früh konnte sich Elmer für politische Ämter begeistern. So kandidierte er 1772 mit Erfolg für das Amt des Sheriffs seines Heimatbezirks, Cumberland County. Auch wurde er 1775, kurz vor Beginn des Amerikanischen Unabhängigkeitskriegs, zum Leiter einer Infanterieeinheit bestimmt.
Im Jahr 1777 wurde Elmer als Parteimitglied der Föderalisten in den Kontinentalkongress gewählt. Er sollte mit Unterbrechungen zweimal wiedergewählt werden und amtierte in den Jahren 1777 bis 1778, 1781 bis 1783 und zuletzt von 1787 bis 1788. Seine politischen Erfahrungen konnte Elmer auch in der Staatsregierung von New Jersey erweitern, als er sowohl im Jahr 1780 aber auch im Jahr 1784 zu einem Mitglied des Staatsrates ernannt wurde. Parallel zu seiner Arbeit als Politiker machte er sich ab 1782 auch als Finanzverwalter des College of New Jersey, der heutigen Princeton University einen Namen, ein Amt, das Elmer bis 1795 bekleidete.
1789 kandidierte Elmer mit Erfolg für einen Sitz im Senat der Vereinigten Staaten, und amtierte vom 4. März 1789 bis 3. März 1791. Eine erneute Kandidatur scheiterte an seiner angeschlagenen Gesundheit.
Seit 1774 war er Mitglied der American Philosophical Society.

### Spätes Leben
1802 wurde Elmer zum Obersten Richter am Berufungsgericht von New Jersey ernannt und amtierte daselbst bis 1804. Ende 1813 wurde er erneut in jene Funktion gewählt, amtierte jedoch nur für wenige Monate bis Februar 1814.
Jonathan Elmer starb drei Jahre später, im Alter von 71 Jahren.
Über das Privatleben des Politikers ist wenig bekannt. Gesichert gilt, dass er Vater eines Sohnes war. Lucius Elmer (1793–1883) saß von 1843 bis 1845 als Mitglied der Demokraten für New Jersey im Kongress.